# Famille Sebastiani (Corse)
 (octobre 2024).
Si vous disposez d'ouvrages ou d'articles de référence ou si vous connaissez des sites web de qualité traitant du thème abordé ici, merci de compléter l'article en donnant les références utiles à sa vérifiabilité et en les liant à la section « Notes et références ».
La famille Sebastiani est une famille éteinte de la noblesse française, originaire de Corse. Elle s'est distinguée par les fonctions politiques et militaires occupées par ses membres.
Elle a été illustrée par Horace Sébastiani, maréchal de France et général français (1772-1851).

## Histoire
La famille Sebastiani dite « Sebastiani della Porta » est originaire du village de La Porta en Corse.
Elle reçoit aussi le titre de vicomte héréditaire pour Tiburce Sébastiani sous la Restauration. Un décret impérial du 17 juin 1863 autorise une branche cadette à recueillir le titre de vicomte. Ce décret fut confirmé par un décret du président de la République du 30 octobre 1872.
La famille Sebastiani della Porta s'est éteinte en 1921 pour les hommes et en 1990 pour les femmes.
Il existe encore d'autres porteurs du nom issus du même village, cependant ces branches collatérales n'ont fait l'objet d'aucun anoblissement ni délivrance de titres.

## Personnalités
- Louis Sébastiani (1745-1831), évêque d'Ajaccio ;
- Horace Sébastiani (1772-1851), maréchal de France et général français, neveu du précédent ;
- Françoise Sébastiani (1807-1847), fille du précédent ;
- Tiburce Sébastiani (1786-1871), général français, oncle de la précédente.

## Titres et armoiries

### Titres
- Comte Sebastiani et de l'Empire (décret du 31 décembre 1809)[réf. nécessaire]
- Vicomte Sebastiani (30 juin 1830)[réf. nécessaire]
- Baron Sebastiani et de l'Empire (décret du 14 juin 1810)[réf. nécessaire]

## Armes
- D'azur au griffon d'or.

## Généalogie
- Félix Sébastiani (1709-1800) X (1740) Marie-Dévote Franceschi di Piedicroce (1720-?)
  - Joseph Sébastiani (1743-1816) X (1771) Françoise Franceschi (1750-1837)
    - Horace Sébastiani, comte Sébastiani et de l'Empire (1772-1851) X (1805) Antoinette de Franquetot de Coigny (1778-1807) (dont descendance) puis épouse Aglaé de Gramont (1787-1842) en 1831 (sans descendance)
      - Françoise Sébastiani (1807-1847) X (1824) Charles de Chosieul-Praslin, duc de Praslin (1805-1847)

    - Ange Sébastiani, comte Sébastiani et de l'Empire (1777-1853) X (1807) Annonciade Filippini (1784-1858)
      - Hyacinthe Sébastiani, comte Sébastiani et de l'Empire (1809-1895) X (1841) Rose Pô (1823-?)
        - Françoise Sébastiani (1845-1915) X (1879) Ange Filippini (1834-1887)

    - Thérèse Sébastiani (1778-1833) X (1798) Antoine de Mesmay (1776-1826)
    - Laurine Sébastiani (1782-1823) X Fabien-Louis Cuneo d'Ornano (1781-1828)
    - Paulette Sébastiani (1784-1840)
    - Tiburce Sébastiani, vicomte Sébastiani (1786-1871) X (1817) Laëtitia Paravicini (1800-1890)

  - Louis Sébastiani, baron Sébastiani et de l'Empire (1745-1831)
  - Marie-Jérôme Sébastiani (1746-1822) X (1780) Michel Filippini (1747-1829)
  - Jacques Sébastiani (1752-1830) X (1780) Françoise Négroni (1760-?)
    - Joseph Sébastiani (1780-1858) X (1815) Marie-Duchesse Sébastiani (1790-1874)
      - Tiburce Sébastiani, vicomte Sébastiani (1833-1895) X (1860) Jenny Desjardins (1840-1909)
        - Horace Sébastiani, vicomte Sébastiani (1869-1921) X (1894) Yvonne Fririon (1873-1940)
          - Yvonne Sébastiani (1900-1990) X (1920) Étienne de Menou (1887-1967)

## Alliances
Les principales alliances de la famille sont : Franceschi di Piedicroce (1740, 1771), Filippini (1780, 1807, 1879), Negroni (1780), de Mesmay (1798), de Franquetot de Coigny (1805), Paravicini (1817), de Choiseul-Praslin (1824), de Gramont (1831), Pô (1841), Desjardins (1860), Fririon (1894), de Menou (1920), Cuneo d'Ornano.